# شکریه تبسم
شکریه تبسم دختر ۹ساله‌ای هزاره از افغانستان بود که در جریان سربریدن ۲۰۱۵ زابل/۱۸عقرب ۱۳۹۴خورشیدی به قتل رسید.

## کودکی و قتل
شکریه متولد سال ۲۰۰۶ (میلادی) در جاغوری ولایت غزنی در خانواده متعلق به گروه قومی هزاره بود او کودکی ۹ ساله بود و تازه به مدرسه می‌رفت. در ۹ نوامبر ۲۰۱۵ (میلادی) وی همراه با ۶ مسافر هزارهٔ دیگر در طول سفر از جاغوری به کویته، پاکستان در ولایت زابل، افغانستان توسط داعش (هیچ سند و مدرکی دال براینکه داعش دست به این کار زده باشد ارائه نشد) ربوده و سپس بی‌رحمانه کشته و سربریده شدند. شکریه تبسم توسط نیروهای طالبان محلی زابل بی رحمانه سربریده شد و این عمل واکنش گسترده ی را به همراه داشت. مردم بزرگترین راهپیمایی تاریخ کشور را رقم زدند و تا اشغال اداره امور ریاست جمهوری نیز پیش رفتند. تظاهرات تبسم درحقیقت بزرگترین حرکت دادخواهی مردمی در افغانستان بود